# Adrian Paul
Adrian Paul Hewett (n. 29 mai 1959, Londra, Anglia, Regatul Unit), cunoscut mai bine ca Adrian Paul, este un actor englez, cel mai notabil pentru rolul lui Duncan MacLeod din serialul fantastic de televiziune Nemuritorul (Highlander: The Series).

## Filmografie

### Televiziune
- The Colbys (19 episoade, 1986–1987)
- Beauty and the Beast (1 episod, 1988)
- Shooter (1 episod, 1988)
- War of the Worlds (20 episoade, 1989–1990)
- Dark Shadows (3 episoade, 1991)
- Murder, She Wrote (1 episod, 1992)
- Tarzán (2 episoade, 1992)
- The Owl (1991) (Pilot)
- Highlander: The Series (117 episoade, 1992-1998; Paul nu a apărut în 2 din cele 119 episoade ale serialului Highlander)
- The Cover Girl Murder (1993)
- WWE SmackDown (1 episod, 2000)
- Tracker (22 episoade, 2001-2002)
- Relic Hunter (1 episod, 2001)
- Charmed (1 episod, 2003)
- War of the Worlds (2008) (voce)
- The Confession (2013) (Film TV)
- Strike Back  (2015) (serial TV)

### Film
- Last Rites (1988)
- City Rhythms (1989)
- The Masque of the Red Death (1989)
- Dance to Win (altă denumire War Dancing) (1989),
- Love Potion No. 9 (1992)
- Dead Men Can't Dance (1997)
- Susan's Plan (altă denumire Dying to Get Rich) (1998)
- Merlin: The Return (1999)
- Convergence (altă denumire Premonition) (1999)
- Highlander: Endgame (2000)
- The Void (2001)
- The Breed (2001)
- Code Hunter (2002)
- Nemesis Game (2003)
- Throttle (2005)
- Phantom Below (altă denumire Tides of War) (2005)
- Séance (2006)
- Little Chicago (2006)
- Wraiths of Roanoke (2007)
- Sir Francis Drake (2007)
- Highlander: The Source (2007)
- The Immortal Voyage of Captain Drake (2009)
- Eyeborgs (2009)
- Nine Miles Down (2009)
- Sacred & Secret (2010) (documentar) (narator)
- The Heavy (2010)
- Cold Fusion (2010)
- Dante's Inferno Animated (2012) (animație - voce)
- Deadly Descent (2012)
- Dante's Inferno Documented Arhivat în 8 iulie 2011, la Wayback Machine. (2012)
- War of the Worlds: Goliath (2012) - Patrick O'Brien (voce)
- Hallmark Channel's The Confession (2013)
- AE Apocalypse Earth (2013) - Lt. Frank Baum
- Apocalypse Pompeii (2014) - Jeff Pierce
- Alien Outpost (2015) - General Dane

### Producător
- Tracker (8 episoade, 2001-2002)
- Alien Tracker (2003) (video)
- Highlander: The Source (2007)
- At 2:15 (2012)

### Altele
- Bouncers (piesă de teatru) (actor)
- Days Like This, Sheena Easton (music video) (actor)
- My Own Way, Duran Duran (music video) (dansator)

## Legături externe
- Adrian Paul la Cinemagia
- Adrian Paul la Internet Movie Database
- Adrian Paul la Allmovie
- 2011 Adrian Paul Interview